# Edvard Lasota
Edvard Lasota (Třinec, 7 marzo 1971) è un ex calciatore ceco di ruolo centrocampista.

## Carriera

### Club
Ha esordito tra i professionisti con il Zbrojovka Brno nel 1989.
Dopo 180 partite e 38 gol nella massima divisione del calcio ceco (in cui ha militato tra il 1989 e il 1998 cambiando più volte squadra), Lasota si trasferisce alla Reggiana nel 1998. All'epoca era alto 176 cm e pesava 74 kg. Varrella lo schiera esterno nel suo 3-4-3. Non è riuscito a imporsi con il club dell'Emilia-Romagna giocando poche partite.
Nel marzo 2001 Lasota fa un provino alla Salernitana, che in seguito lo acquista senza farlo mai scendere in campo.
Ritornato in patria, chiude la carriera nel 2007.

### Nazionale
Tra il 1995 e il 1998 gioca 15 incontri internazionali e sigla 2 gol: nella Confederations Cup 1997, consente alla Repubblica Ceca di arrivare al terzo posto battendo l'Uruguay nella finale di consolazione (1-0), proprio grazie a un suo gol.
L'altro goal lo ha segnato nella gara che ha giocato dopo quella contro l'Uruguay il 25 marzo 1998 in amichevole contro l'Irlanda, vinta 2-1.

## Statistiche

### Cronologia presenze e reti in nazionale
| Cronologia completa delle presenze e delle reti in nazionale ― Rep. Ceca | Cronologia completa delle presenze e delle reti in nazionale ― Rep. Ceca | Cronologia completa delle presenze e delle reti in nazionale ― Rep. Ceca | Cronologia completa delle presenze e delle reti in nazionale ― Rep. Ceca | Cronologia completa delle presenze e delle reti in nazionale ― Rep. Ceca | Cronologia completa delle presenze e delle reti in nazionale ― Rep. Ceca | Cronologia completa delle presenze e delle reti in nazionale ― Rep. Ceca | Cronologia completa delle presenze e delle reti in nazionale ― Rep. Ceca |
| Data                                                                     | Città                                                                    | In casa                                                                  | Risultato                                                                | Ospiti                                                                   | Competizione                                                             | Reti                                                                     | Note                                                                     |
| ------------------------------------------------------------------------ | ------------------------------------------------------------------------ | ------------------------------------------------------------------------ | ------------------------------------------------------------------------ | ------------------------------------------------------------------------ | ------------------------------------------------------------------------ | ------------------------------------------------------------------------ | ------------------------------------------------------------------------ |
| 13-12-1995                                                               | Kaifan                                                                   | Kuwait                                                                   | 1 – 2                                                                    | Rep. Ceca                                                                | Amichevole                                                               | -                                                                        |                                                                          |
| 4-9-1996                                                                 | Jablonec nad Nisou                                                       | Rep. Ceca                                                                | 2 – 1                                                                    | Islanda                                                                  | Amichevole                                                               | -                                                                        | 46’                                                                      |
| 6-9-1997                                                                 | Toftir                                                                   | Fær Øer                                                                  | 0 – 2                                                                    | Rep. Ceca                                                                | Qual. Mondiali 1998                                                      | -                                                                        | 79’                                                                      |
| 24-9-1997                                                                | Ta' Qali                                                                 | Malta                                                                    | 0 – 1                                                                    | Rep. Ceca                                                                | Qual. Mondiali 1998                                                      | -                                                                        |                                                                          |
| 11-10-1997                                                               | Praga                                                                    | Rep. Ceca                                                                | 3 – 0                                                                    | Slovacchia                                                               | Qual. Mondiali 1998                                                      | -                                                                        | 56’                                                                      |
| 13-12-1997                                                               | Riad                                                                     | Rep. Ceca                                                                | 2 – 2                                                                    | Sudafrica                                                                | Conf. Cup 1997 - 1º turno                                                | -                                                                        |                                                                          |
| 15-12-1997                                                               | Riad                                                                     | Rep. Ceca                                                                | 1 – 2                                                                    | Uruguay                                                                  | Conf. Cup 1997 - 1º turno                                                | -                                                                        | 46’                                                                      |
| 17-12-1997                                                               | Riad                                                                     | Rep. Ceca                                                                | 6 – 1                                                                    | Emirati Arabi Uniti                                                      | Conf. Cup 1997 - 1º turno                                                | -                                                                        | 65’                                                                      |
| 19-12-1997                                                               | Riad                                                                     | Rep. Ceca                                                                | 0 – 2                                                                    | Brasile                                                                  | Conf. Cup 1997 - Semifinale                                              | -                                                                        |                                                                          |
| 21-12-1997                                                               | Riad                                                                     | Rep. Ceca                                                                | 1 – 0                                                                    | Uruguay                                                                  | Conf. Cup 1997 - Finale 3º posto                                         | 1                                                                        | 59’                                                                      |
| 25-3-1998                                                                | Olomouc                                                                  | Rep. Ceca                                                                | 2 – 1                                                                    | Irlanda                                                                  | Amichevole                                                               | 1                                                                        | 70’                                                                      |
| 22-4-1998                                                                | Murska Sobota                                                            | Slovenia                                                                 | 1 – 3                                                                    | Rep. Ceca                                                                | Amichevole                                                               | -                                                                        | 46’                                                                      |
| 21-5-1998                                                                | Kōbe                                                                     | Rep. Ceca                                                                | 1 – 0                                                                    | Paraguay                                                                 | Kirin Cup 1998                                                           | -                                                                        | 65’                                                                      |
| 24-5-1998                                                                | Yokohama                                                                 | Giappone                                                                 | 0 – 0                                                                    | Rep. Ceca                                                                | Kirin Cup 1998                                                           | -                                                                        | 69’                                                                      |
| 27-5-1998                                                                | Seul                                                                     | Corea del Sud                                                            | 2 – 2                                                                    | Rep. Ceca                                                                | Amichevole                                                               | -                                                                        | 66’                                                                      |
| Totale                                                                   |                                                                          | Presenze                                                                 | 15                                                                       |                                                                          | Reti                                                                     | 2                                                                        |                                                                          |

## Palmarès

### Club

#### Competizioni nazionali
- Coppa della Repubblica Ceca: 1

Slavia Praga: 1996-1997